# Запис Милорадовића храст (Грабовац)
Запис Милорадовића храст (Грабовац) се налази на парцели чији је власник Милорадовић Светислав.

## Локација
| Општина             | Свилајнац                                                                   |
| Катастарска општина | Грабовац                                                                    |
| Потес               | Угари                                                                       |
| Координате          | 44° 11′ 20″ С; 21° 14′ 29″ И / 44.188800000000001° С; 21.241399999999999° И |
| Надморска висина    | 158m                                                                        |

## Карактеристике
Дендрометријске вредности утврђене на терену и сателитским снимцима:
| Стабло                     | Храст |
| Висина стабла              | m     |
| Обим дебла                 | m     |
| Пречник крошње             | 14m   |
| Пречник дебла              | m     |
| Висина дебла до прве гране | m     |

## База записа
Запис је у оквиру Викимедија пројекта "Запис - Свето дрво" заведен под редним бројем 0278.